# Anna Wloka
Anna Wloka-Glasner (ur. 14 marca 1993 w Oleśnie) – polska lekkoatletka specjalizująca się w pchnięciu kulą. 

## Kariera
W 2010 roku zdobyła brązowy medal podczas igrzysk olimpijskich młodzieży bijąc w eliminacjach tej imprezy rekord Polski juniorów młodszych. Wicemistrzyni Europy juniorek z 2011. 
Medalistka mistrzostw Polski seniorów ma w dorobku jeden srebrny (Bydgoszcz 2011) i jeden brązowy medal (Bielsko-Biała 2012). Stawała na podium halowych mistrzostw kraju zdobywając złoto (Sopot 2014), srebro (Spała 2012) oraz brąz (Spała 2011). Medalistka Ogólnopolskiej Olimpiady Młodzieży oraz mistrzostw kraju w kategorii młodzików i juniorów (także w hali).
Kontrola antydopingowa przeprowadzona 28 stycznia 2012 podczas halowych mistrzostw Polski juniorów wykazała stosowanie przez Wlokę niedozwolonych substancji – co skutkowało karą 6 miesięcy dyskwalifikacji (do 27 lipca 2012).
Rekordy życiowe: stadion – 16,83 (29 czerwca 2013, Bydgoszcz); hala – 17,06 (2 lutego 2014, Spała). Zawodniczka 8 sierpnia 2010 w Singapurze wynikiem 15,77 ustanowiła rekord Polski juniorów młodszych.

## Osiągnięcia
| Rok  | Impreza                                        | Miejsce  | Pozycja    | Wynik |
| ---- | ---------------------------------------------- | -------- | ---------- | ----- |
| 2010 | Kwalifikacje do igrzysk olimpijskich młodzieży | Moskwa   | 2. miejsce | 14,99 |
| 2010 | Igrzyska olimpijskie młodzieży                 | Singapur | 3. miejsce | 15,48 |
| 2011 | Mistrzostwa Europy juniorów                    | Tallinn  | 2. miejsce | 16,23 |
| 2013 | Młodzieżowe mistrzostwa Europy                 | Tampere  | 7. miejsce | 16,35 |
| 2015 | Młodzieżowe mistrzostwa Europy                 | Tallinn  | 5. miejsce | 16,59 |